# Kruševica, Kroatien
Kruševica är en ort i Kroatien.   Den ligger i länet Brod-Posavina, i den östra delen av landet, 210 km öster om huvudstaden Zagreb. Kruševica ligger 83 meter över havet och antalet invånare är 1 400.
Terrängen runt Kruševica är mycket platt. Runt Kruševica är det ganska tätbefolkat, med 90 invånare per kvadratkilometer. Närmaste större samhälle är Županja, 16,8 km öster om Kruševica. Trakten runt Kruševica består till största delen av jordbruksmark.